# Balthilda
Svatá Balthilda také Bathilda, Baudour nebo Bauthieult z Ascanie (626 – 30. ledna 680 Chelles) byla královnou Burgundska a Neustrie, manželka krále Chlodvíka II. Po smrti Chlodvíka se ujala vlády v Burgundsku i Neustrii za nezletilého syna Chlothara III. Její hagiografie podpořila její úspěšné svatostořečení.
Podle tradice pocházela z Anglosaské Anglie a byla šlechtického původu, snad příbuzná Ricberhta, posledního pohanského krále Východní Anglie, ačkoli to historik Pierre Fournet považuje za nepravděpodobné. S franskou pomocí byl králem ve Východní Anglii jmenován Sigeberht jako právoplatný následník trůnu. Ricberht byl vypuzen a tak strávil nějaký čas v exilu, u franského dvora, během něhož konvertoval ke křesťanství.

## Životopis
Podle životopisu Vita Sanctae Bathildis se Balthilda narodila kolem roku 626 či 627. Byla krásná, inteligentní, skromná a pozorná k potřebám ostatních. Jako mladá dívka byla prodána do otroctví Erchinoaldovi majordomovi královského dvora Chlodvíka II. Erchinoald, jehož manželka zemřela se do Balthildy zamiloval a chtěl si ji vzít, s čímž nesouhlasila. Z královského dvora unikla a v úkrytu setrvala do doby, než se Erchinoald znovu neoženil. Později ji Erchinoald věnoval Chlodvíkovi, aby si u něho zajistil přízeň a Chlodvík ji požádal o ruku. I jako královna zůstala Balthilda pokorná a skromná. Je známá svými charitativními službami a velkorysými dary. Z jejích darů byly založeny opatství Corbie a Chelles. Je pravděpodobné, že je zakladatelkou i dalších opatství, jako klášter Jumièges, klášter Jouarre a klášter Luxeuil. Poskytovala podporu Claudiu z Besançonu a jeho opatství v pohoří Jura.
V manželství se narodily tři děti, z nichž se všichni stali králi, Chlothar III., Childerich II. a Theuderic. Když Chlodvík zemřel, na trůn nastoupil jeho nejstarší syn Chlothar III., který byl nezletilý a tak Balthilda se stala velmi schopnou vládnoucí královnou. Balthilda zrušila obchodování s křesťanskými otroky a usilovala o osvobození dětí, které byly prodány do otroctví. Podle Jane Tibbetts Schulenburgové, historičky univerzity ve Wisconsinu Balthilda a Eloi společně pracovali na své oblíbené charitě, nákupu a osvobozování otroků. Poté, co její tři synové dosáhli dospělosti a usadili se na svých územích (Chlotar v Neustrii, Childerich v Austrasii a Theuderich v Burgundsku) se stáhla do svého oblíbeného opatství Chelles poblíž Paříže.
Balthilda zemřela 30. ledna 680 a byl pohřbena v opatství Chelles. Její životopis Vita Sanctae Bathildis byl napsán brzy po její smrti, pravděpodobně někým z komunity opatství Chelles. Její oficiální kult začal v době, kdy byly její ostatky přeneseny z bývalého opatství do nového kostela v roce 833 pod záštitou Ludvíka Pobožného. Balthilda byla svatořečená papežem svatým Mikulášem I. Velikým přibližně 200 let po její smrti.